# داريو دي فيتا
داريو دي فيتا (بالألمانية: Dario de Vita)‏ هو لاعب كرة قدم ألماني، ولد في 12 فبراير 2000 في ألمانيا. لعب مع نادي فيكتوريا كولن.

## وصلات خارجية
- داريو دي فيتا على موقع قاعدة بيانات كرة القدم.إي يو (الإنجليزية)
- داريو دي فيتا على موقع عالم كرة القدم.نت (الإنجليزية)